# Шаровка (Павлодарская область)
Шаровка (каз. Шаровка) — упразднённое село в Теренкольском районе Павлодарской области Казахстана. Входило в состав Октябрьского сельского округа. Ликвидировано в 2003 году.

## Население
В 1989 году население села составляло 73 человека. По данным переписи 1999 года, в селе проживало 52 человека (25 мужчин и 27 женщин).